# (27422) Robheckman
(27422) Robheckman est un astéroïde de la ceinture principale d'astéroïdes.

## Description
(27422) Robheckman est un astéroïde de la ceinture principale d'astéroïdes. Il fut découvert le 5 mars 2000 à Socorro (Nouveau-Mexique) par le projet LINEAR. Il présente une orbite caractérisée par un demi-grand axe de 2,79 UA, une excentricité de 0,16 et une inclinaison de 8,2° par rapport à l'écliptique.

## Compléments